# Corrhenes nigrothorax
Corrhenes nigrothorax là một loài bọ cánh cứng trong họ Cerambycidae.